# Telugu Talli

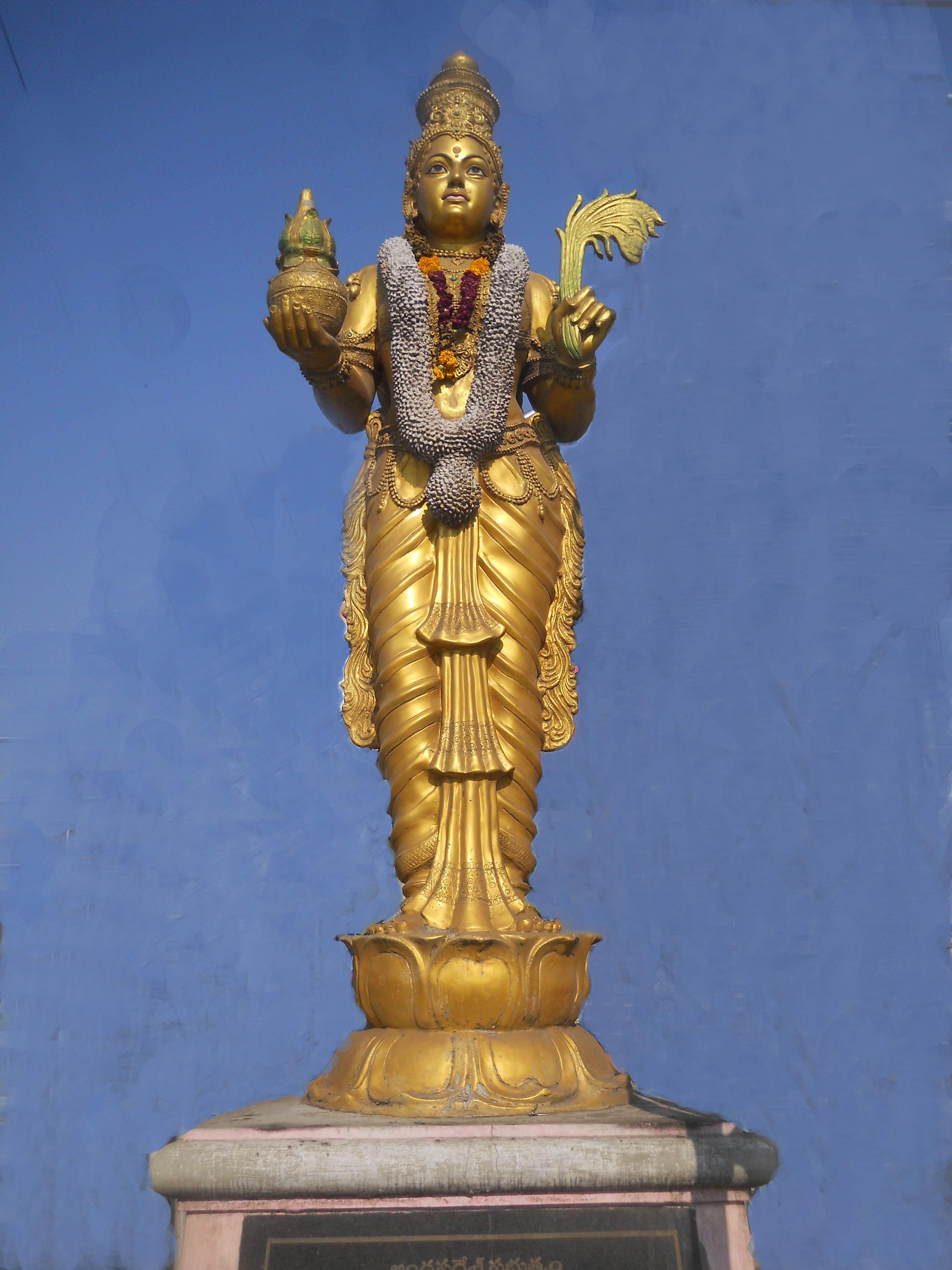
Statue der Telugu Talli in Tirupati

Telugu Talli (తెలుగు తల్లి) ist die Personifikation der im Südosten Indiens gesprochenen Sprache Telugu.
Die wahrscheinlich erste Darstellung des Telugu in personifizierter Form findet sich in einer Illustration in der Zeitschrift Andhra Patrika aus dem Jahr 1913. Hier erscheint sie als eine in einen Sari gekleidete Frau, die auf einem Ausschnitt der Landkarte Südostindiens steht. Dort wird sie noch als Andhra Mata („Mutter Andhra“) bezeichnet. Zu der Zeit, als die Illustration erschien, formierte sich eine Bewegung, die forderte, die Telugu-sprachigen Gebieten aus der damaligen Präsidentschaft Madras zu lösen. 1953 erfolgte schließlich die Gründung des Bundesstaates Andhra, der 1956 mit der ebenfalls Telugu sprechenden Region Telangana zum Bundesstaat Andhra Pradesh vereinigt wurde.
Nach der Gründung des Bundesstaates wurde Telugu Talli zu einem wichtigen Symbol Andhra Pradeshs. Als Hymne des Bundesstaates wurde das Lied Ma Telugu Talliki Mallepu Danda („ein Jasminkranz für unsere Mutter Telugu“) angenommen, das ursprünglich als Filmsong für den Telugu-Film Deena Bandhu (1942) komponiert worden war. In zahlreichen Städten Andhra Pradeshs wurden Statuen der Telugu Talli aufgestellt. An besonders prominenter Stelle befindet sich eine 3,5 Meter hohe Statue der Telugu Talli in Hyderabad gegenüber dem Regierungsgebäude. Sie wurde 2002 enthüllt und ersetzte eine in den 1980er Jahren während der Regierungszeit N. T. Rama Raos aufgestellte Telugu-Talli-Statue. Letztere war 1999 irreparabel beschädigt worden, als versucht wurde, sie umzusetzen, um Platz für eine im Bau befindliche Hochstraße (bekannt als Telugu Talli Flyover) zu schaffen. Nach der Enthüllung der neuen Statue kam es zu einer Kontroverse, weil die Inschrift auf dem Sockel der Statue auf Englisch verfasst war. Wenig später wurde sie durch eine Inschrift auf Telugu ersetzt.
In der Region Telangana konnte die Telugu-Sprachbewegung nie die gleiche Durchschlagskraft erreichen wie in der Küstenregion Andhra Pradeshs. Stattdessen fühlten sich viele Einwohner Telanganas gegenüber der wirtschaftlich stärkeren Küstenregion benachteiligt und forderten die Loslösung Telanganas aus Andhra Pradesh. Nach lang anhaltender Agitation erfolgte 2014 schließlich die Gründung des eigenständigen Bundesstaates Telangana. Im Umfeld der Telanga-Bewegung entstand die Gestalt der Telangana Talli („Mutter Telangana“) als Gegenentwurf zur Telugu Talli.
Eine der Telugu Talli ähnliche Gestalt ist Tamil Tay, die Personifikation der tamilischen Sprache.